# Dolichoderus pustulatus
Dolichoderus pustulatus är en myrart som beskrevs av Mayr 1886. Dolichoderus pustulatus ingår i släktet Dolichoderus och familjen myror. Inga underarter finns listade i Catalogue of Life.

## Bildgalleri

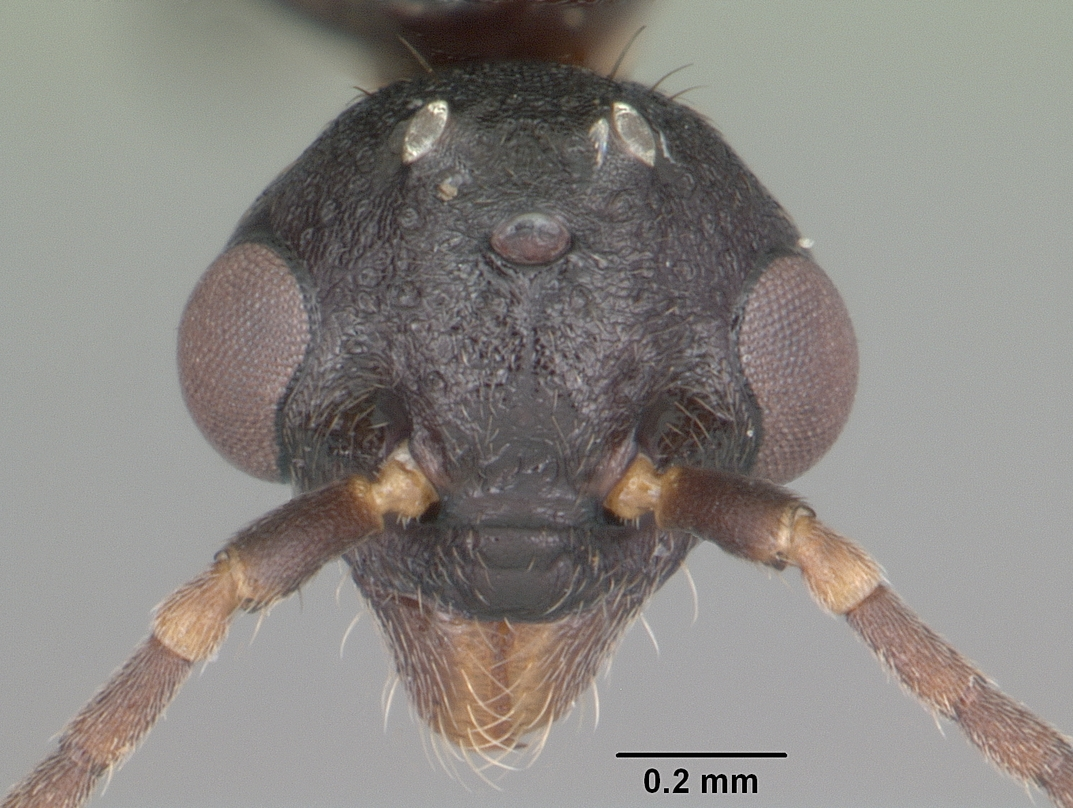
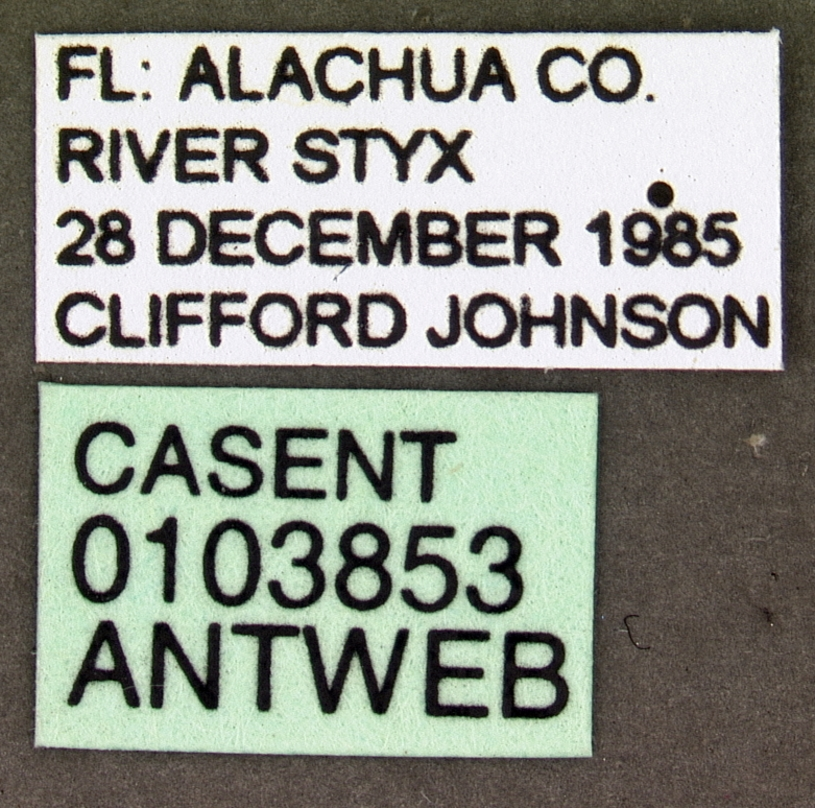
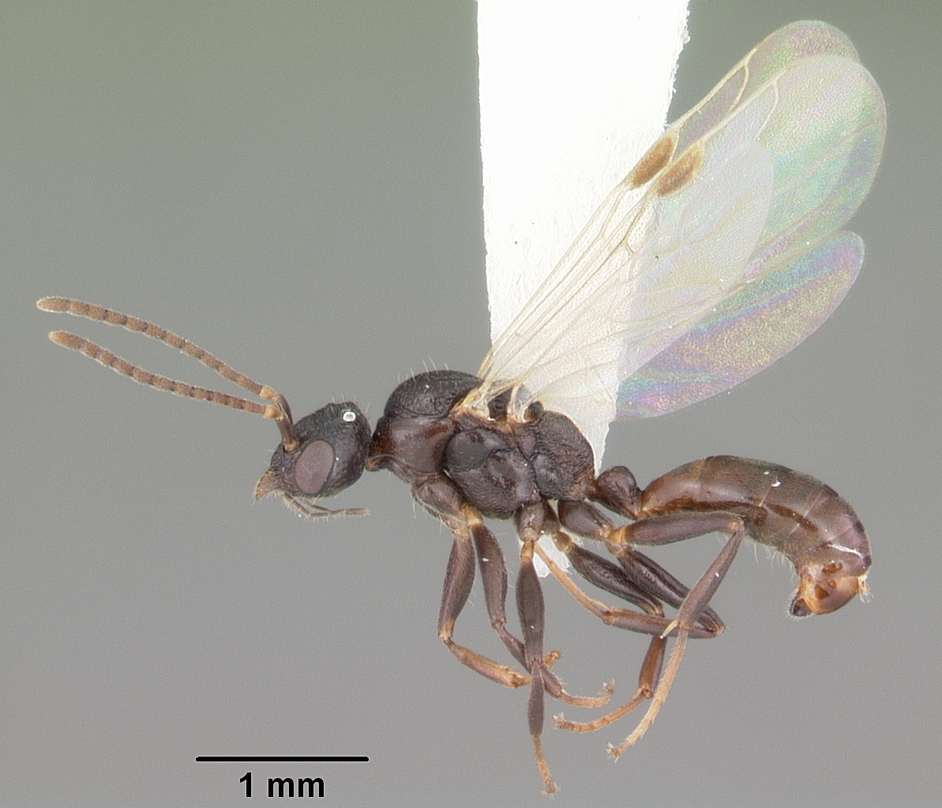
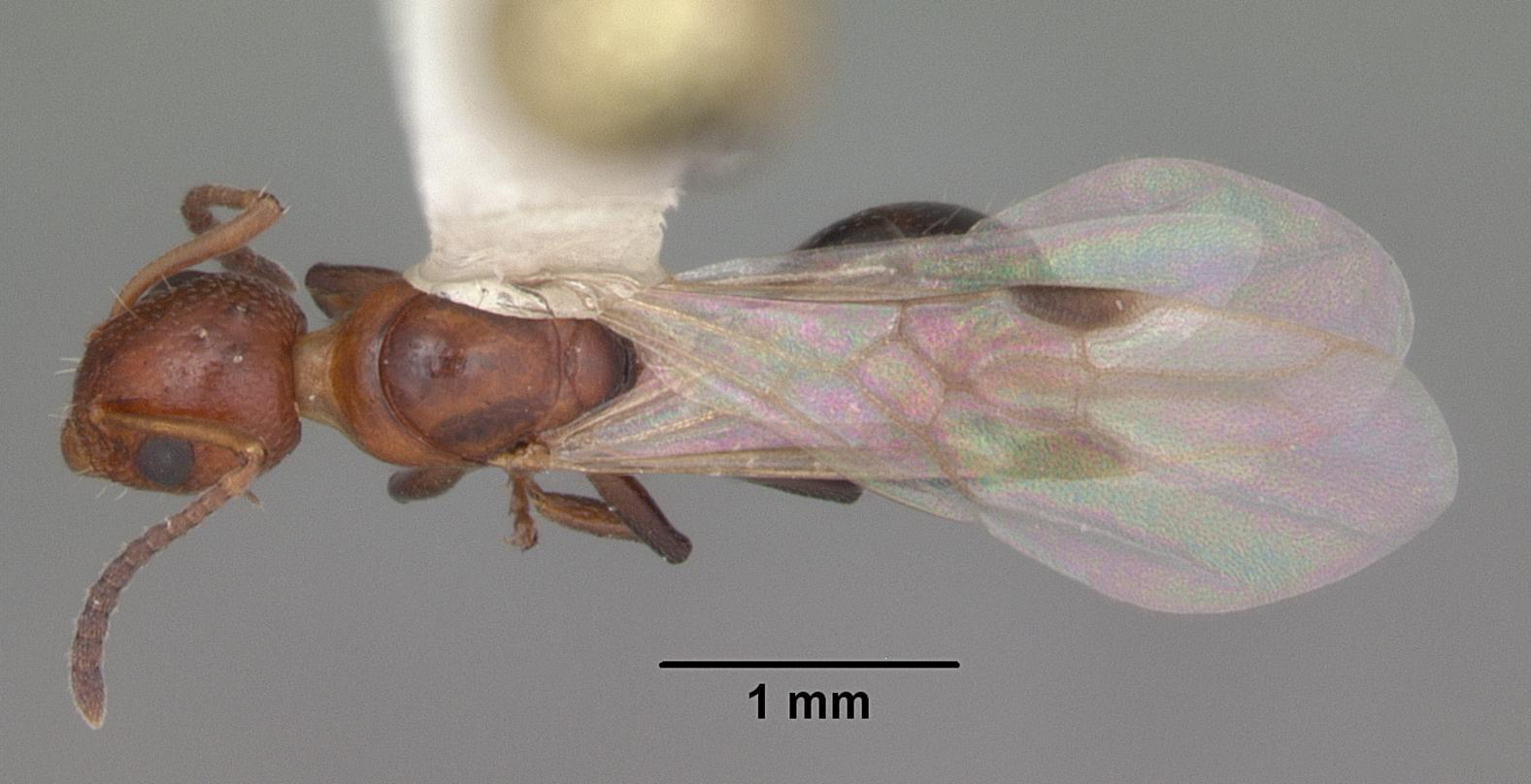
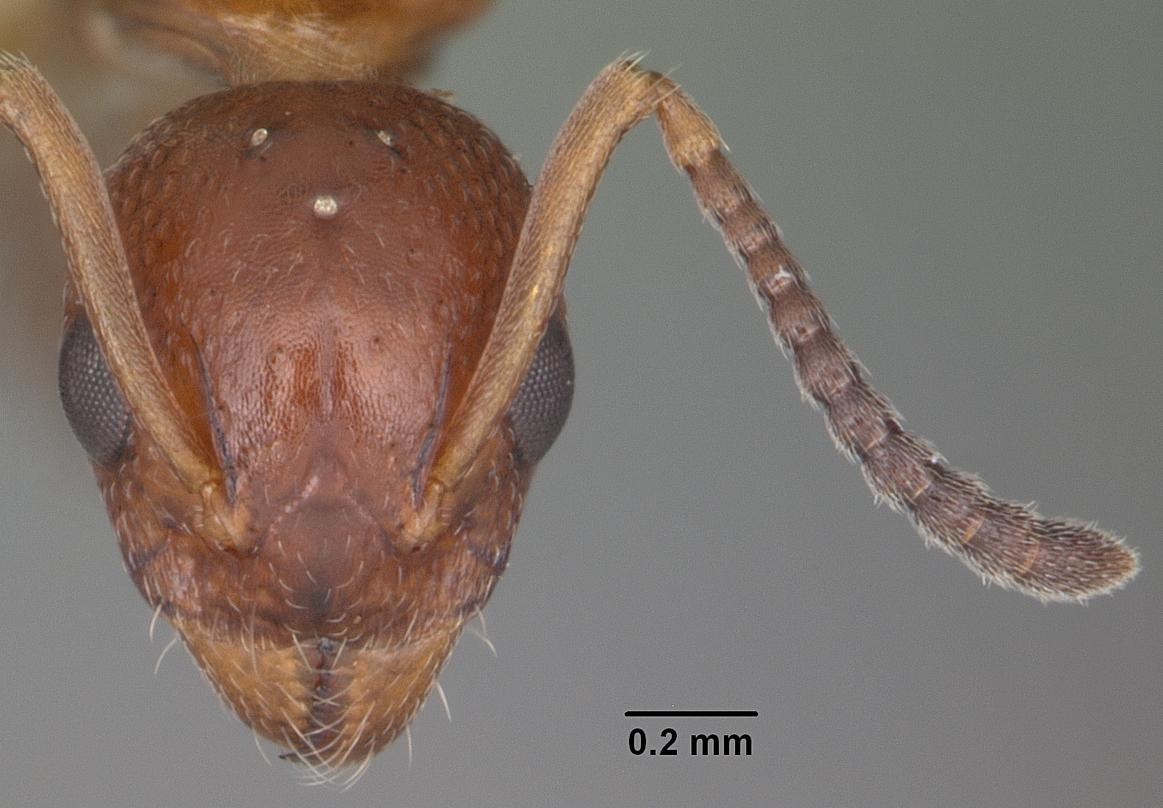
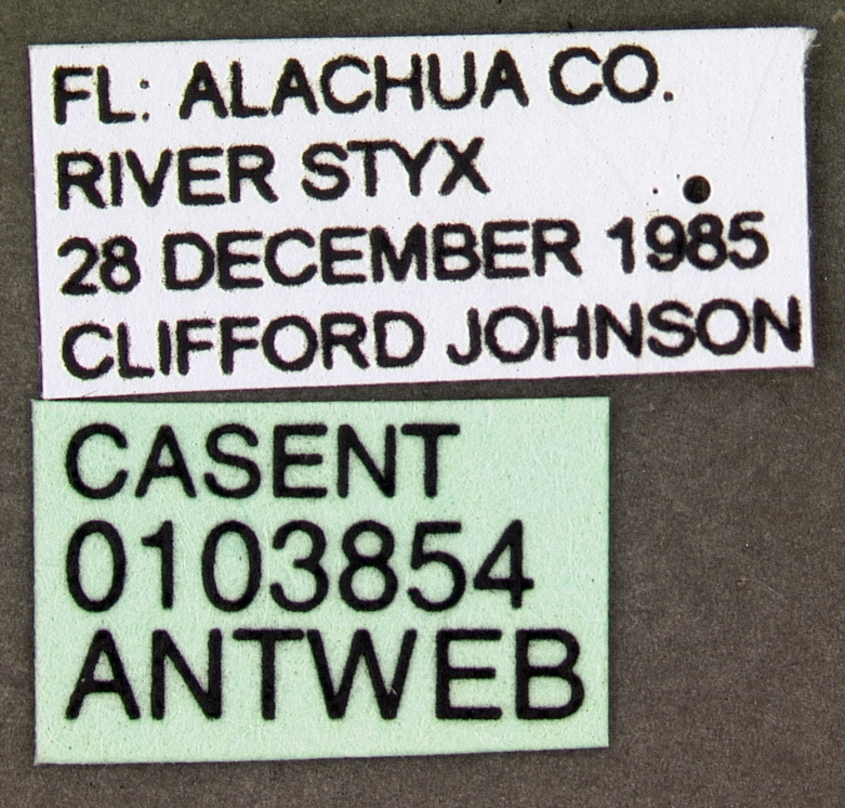